# Avenida Forest
La Avenida Forest es una avenida de la Ciudad de Buenos Aires, Argentina, que une los barrios de Belgrano y Chacarita.

## Recorrido
Nace en la calle La Pampa en la zona residencial de Belgrano R como una avenida de dos manos hasta la calle Carbajal, después es mano única hasta que termina en la Avenida Corrientes, entre esta última y la Avenida de los Incas hay una ciclovía en la mano izquierda.
En las primeras tres cuadras, desde su nacimiento en la calle La Pampa hasta llegar a Avenida de los Incas, separa los barrios de Belgrano y Villa Ortúzar, a partir de allí es el límite entre los barrios de Colegiales y Villa Ortúzar. Cuando cruza la Avenida Elcano y Avenida Alvarez Thomas queda situada íntegramente dentro del barrio de Chacarita hasta su final cuando se interseca con la Avenida Corrientes, con una longitud de 2,4 km.